# جاناتان استرنج و آقای نورل
جاناتان استرنج و آقای نورل نخستین رمان سوزانا کلارک نویسندهٔ بریتانیایی است. این کتاب که در سال ۲۰۰۴ منتشر شد، تاریخ جایگزینی است که در انگلستان قرن نوزدهم و در زمان جنگ‌های ناپلئونی رخ می‌دهد. طبق داستان این کتاب، جادوگری که صدها سال است در انگلستان وجود نداشته، مجدداً توسط دو مرد به نام‌های گیلبرت نورل و جاناتان استرنج از سر گرفته شده. کتاب که حول روابط بین این دو می‌گذرد، موضوعاتی چون مرز بین منطق و غیرمنطق و تفاوت‌های فرهنگی بین شمال و جنوب انگلستان را واکاوی می‌کند.
کلارک، نوشتن این کتاب را در سال ۱۹۹۲ آغاز کرد و ده سال بعد آن را برای انتشار به ناشران متفاوتی عرضه کرد. نهایتاً انتشارات بلومزبری آن را برای انتشار پذیرفت و کتاب در سپتامبر سال ۲۰۰۴ با طراحی‌هایی از پورتیا روزنبرگ منتشر شد. بلومزبری چنان از موفقیت کتاب مطمئن بود که آن را در ۲۵۰٬۰۰۰ نسخه با جلد سخت چاپ کرد. بعد از انتشار، کتاب با استقبال منتقدان مواجه شد و به رتبه سوم فهرست کتاب‌های پرفروش نیویورک تایمز رسید. این کتاب در فهرست اولیه نامزدهای جایزه ادبی من بوکر سال ۲۰۰۴ قرار گرفته بود و در سال ۲۰۰۵ برندهٔ جایزه ادبی هوگو برای بهترین رمان شد.